# Chebanse (Illinois)
Chebanse es una villa ubicada en el condado de Iroquois en el estado estadounidense de Illinois. En el Censo de 2010 tenía una población de 1062 habitantes y una densidad poblacional de 345,73 personas por km².

## Geografía
Chebanse se encuentra ubicada en las coordenadas 41°0′21″N 87°54′35″O / 41.00583, -87.90972. Según la Oficina del Censo de los Estados Unidos, Chebanse tiene una superficie total de 3.07 km², de la cual 3.07 km² corresponden a tierra firme y (0%) 0 km² es agua.

## Demografía
Según el censo de 2010, había 1062 personas residiendo en Chebanse. La densidad de población era de 345,73 hab./km². De los 1062 habitantes, Chebanse estaba compuesto por el 98.02% blancos, el 0.56% eran afroamericanos, el 0.28% eran amerindios, el 0.09% eran asiáticos, el 0% eran isleños del Pacífico, el 0.19% eran de otras razas y el 0.85% pertenecían a dos o más razas. Del total de la población el 1.69% eran hispanos o latinos de cualquier raza.